# 雲原郵便局
雲原郵便局（くもはらゆうびんきょく）は、京都府福知山市にある郵便局。民営化前の分類では無集配特定郵便局であった。

## 概要
住所：〒620-0221 京都府福知山市雲原233
かつては集配郵便局であったが、2007年（平成19年）に集配業務を福知山郵便局へ移管し無集配郵便局となった。

## 沿革
- 1878年（明治11年） - 上佐々木（かみささき）郵便局（五等）として開設[1]。
- 1885年（明治18年）10月1日 - 貯金取扱を開始。
- 1899年（明治32年）12月16日 - 為替取扱を開始。
- 1900年（明治33年）1月16日 - 雲原郵便局に改称。
- 1955年（昭和30年）4月1日 - 金山簡易郵便局の廃止[2]に伴い、取扱事務を承継[3]。
- 1976年（昭和51年）11月25日 - 電話交換業務を福知山電報電話局に移管。
- 2006年（平成18年）1月1日 - 金山郵便局の一時閉鎖[4]に伴い、取扱事務を承継[5]。
- 2007年（平成19年）3月12日 - 福知山郵便局へ集配業務を移管、無集配局となる[6]。郵便番号を〒620-0299から〒620-0221に変更。
- 2007年（平成19年）10月1日 - 民営化。
- 2012年（平成24年）10月1日 - 日本郵便株式会社発足。

## 取扱内容
- 郵便、印紙、ゆうパック
- 貯金、為替、振替、振込、国債
- 生命保険、バイク自賠責保険
- ゆうちょ銀行ATM

## 周辺
- 福知山市立北陵中学校
- 福知山市立公誠小学校
- 京都府道63号山東大江線
- 雲原川 - 全国でも早期に整備された雲原砂防関連施設群で知られる。

## アクセス
- 丹海バス（福知山線） 雲原停留所下車
- 国道176号沿い
- 駐車場あり：3台